# Waran stepowy

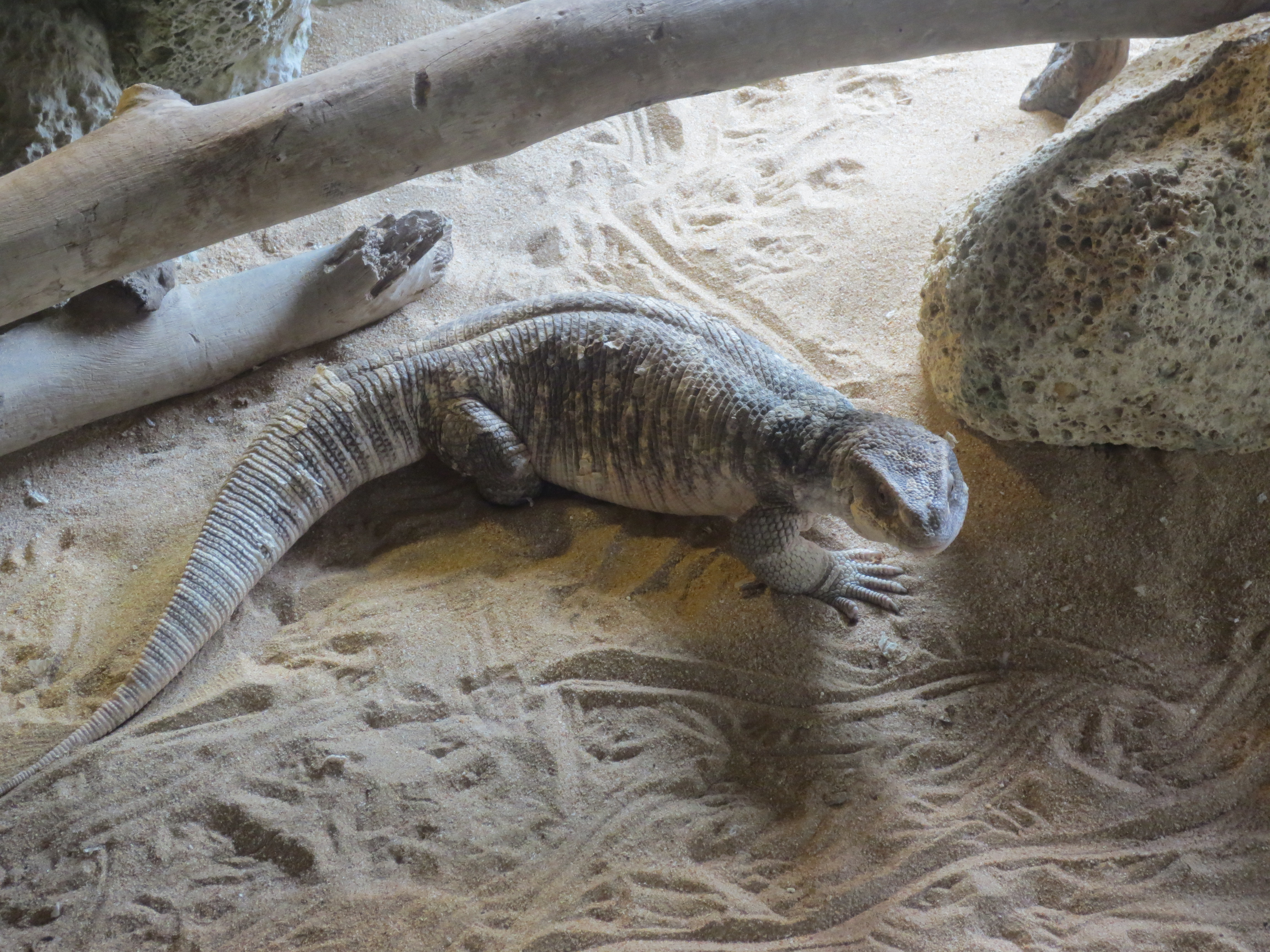
Waran stepowy w Loro Park. Puerto de la Cruz, Teneryfa

Waran stepowy (Varanus exanthematicus) – gatunek gada z rodziny waranowatych (Varanidae), czasami określany też nazwą waran pustynny.

## Opis
Skóra barwy ciemnooliwkowej z małymi, okrągłymi, żółtymi plamkami na grzbiecie. Ogon w zielone i żółte szerokie pręgi. Spód ciała i wewnętrzna strona kończyn żółtawe. Rozdwojony język ma kolor niebieski. Budowa masywna, głowa szeroka, krótka szyja i ogon. Długość ciała około 120 cm w przypadku hodowli zamkniętej. Osobniki wolno żyjące osiągają nawet do 180 cm długości ciała. Masa ciała do 5 kg.

## Występowanie
Zachodnia i centralna Afryka na południe od Sahary (od południowej Mauretanii, Senegalu, Gambii, Gwinei Bissau i Gwinei na wschód po zachodnią Etiopię, Erytreę, Sudan Południowy i północną Ugandę).

## Biotop
Głównie sawanna, ale również półpustynie, skaliste pustynie, rzadkie i suche lasy. Nie występują w lasach deszczowych.

## Pokarm
Wszelkiego rodzaju pokarm zwierzęcy odpowiednich rozmiarów – małe ssaki, ptaki, gady i płazy. Dużą część diety stanowią stawonogi i mięczaki. Nie gardzą też padliną. Młode jedzą głównie owady. Nie gardzą zwierzętami toksycznymi i jadowitymi. Przez osiem miesięcy pory deszczowej, kiedy żywności nie brakuje najadają się niejako na zapas, aby w czasie pory suchej żyć dzięki zgromadzonym rezerwom tłuszczu.

## Behawior
Aktywne podczas dnia. W czasie upałów chronią się w norach. Inaczej niż inne warany nie wspinają się na drzewa i nie wchodzą do wody. Samce bronią swojego terytorium i potrafią być bardzo agresywne wobec innych samców. Kiedy spotkają się dwa samce najpierw próbują się wzajemnie nastraszyć, a jeśli żaden nie zrezygnuje, dochodzi do walki.

## Rozmnażanie
Okres godowy przypada podczas pory deszczowej. Samica składa do jam w ziemi o 15–30 cm głębokości od 15 do 50 jaj. Niekiedy składa jaja w kopcach termitów. Inkubacja trwa od pięciu do sześciu miesięcy tak, że wylęg przypada na marzec.